# Aeroportul Ji-Paraná
Aeroportul Ji-Paraná (IATA: JPR, ICAO: SBJI) este un aeroport din Ji-Paraná, Rondônia, Brazilia ce deservește zona Ji-Paraná. Aeroportul a fost tranzitat în 2022 de 64.607 pasageri. A fost numit după zona deservită.
Situat la o altitudine de 182 m, aeroportul dispune de 1 pistă.

## Infrastructură

### Piste
Aeroportul dispune de o singură pistă. Pista 2/20 are suprafața de asfalt și dimensiunile 1.800 m × 45 m. 